# Lijst van voetbalinterlands Bahrein - Kirgizië (vrouwen)
Deze lijst van voetbalinterlands is een overzicht van alle officiële voetbalinterlands tussen de nationale vrouwenteams van Bahrein en Kirgizië. De landen hebben tot nu toe drie keer tegen elkaar gespeeld.

## Wedstrijden
| № | Plaats | Datum       | Competitie                                | Wedstrijd          | Uitslag |
| - | ------ | ----------- | ----------------------------------------- | ------------------ | ------- |
| 1 | Riffa  | 26 mei 2013 | Aziatisch kampioenschap 2014 kwalificatie | Kirgizië − Bahrein | 1 − 4   |
| 2 | Manama | 22 mei 2015 | Vriendschappelijk                         | Bahrein − Kirgizië | 2 − 0   |
| 3 | Manama | 25 mei 2015 | Vriendschappelijk                         | Bahrein − Kirgizië | 1 − 0   |

## Samenvatting
| Competitie                           | Totaal gespeeld | Winst Bahrein | Gelijk | Winst Kirgizië | Doelsaldo Bahrein – Kirgizië |
| ------------------------------------ | --------------- | ------------- | ------ | -------------- | ---------------------------- |
| Aziatisch kampioenschap kwalificatie | 1               | 1             | 0      | 0              | 4 − 1                        |
| Vriendschappelijk                    | 2               | 2             | 0      | 0              | 3 − 0                        |
| Totaal                               | 3               | 3             | 0      | 0              | 7 − 1                        |